# Epicauta gissleri
Epicauta gissleri är en skalbaggsart som först beskrevs av Horn 1878.  Epicauta gissleri ingår i släktet Epicauta och familjen oljebaggar. Inga underarter finns listade i Catalogue of Life.